# Guanzi (tekst)
Guanzi (Geschriften van Meester Guan) is de naam van een Chinees politiek-filosofisch werk dat traditioneel wordt toegeschreven aan Guan Zhong (管仲, d. 645 v.Chr.) en zijn huidige vorm verkreeg door Liu Xiang. De behandelde onderwerpen zijn zeer divers van aard. Zo gaat een aantal hoofdstukken over economische en monetaire politiek, waterbeheersing, militaire strategie en landkaarten. Andere hoofdstukken bevatten confucianistische, legalistische en taoïstische beschouwingen, waarbij binnen de afzonderlijke hoofdstukken de verschillende filosofische richtingen regelmatig met elkaar worden verbonden.

## Volgorde van de hoofdstukken
Het werk bevat meer dan 135.000 karakters, verdeeld over 24 juan, die volgens de overgeleverde inhoudsopgave weer zijn onderverdeeld in 86 hoofdstukken (pian). Hiervan zijn er tien verloren geraakt (nummers 21, 25, 34, 60-63, 70, 82 en 86). Van de overige 76 hoofdstukken zijn de nummers 6 en 9 inhoudelijk aan elkaar gelijk. Hoofdstuk 50 is identiek aan hoofdstuk 28 van de Shiji, voor zover daarin de Feng en Shan offers worden beschreven. Hoofdstuk 20 komt zeer sterk overeen met juan 6 van de Guoyu (國語), zij bevatten beide een biografie van Guan Zhong, de vermeende schrijver van dit werk.

## Ontstaan
Oorspronkelijk werd Guan Zhong als enige auteur van het werk beschouwd. Hij was minister aan het hof van de hertog van Qi. Met zijn hulp wist hertog Qi Huan (齊桓, regeerde 685-643 v.Chr.) de hegemonie over de andere Strijdende Staten te verkrijgen. De hoofdstukken over economische politiek zullen wel een rol hebben gespeeld bij het verwerven van die hegemonie. De Chinese historiografie heeft echter reeds in de derde eeuw na Chr. ingezien dat het werk niet door één auteur kon zijn geschreven. Dit vanwege de verwijzingen naar periodes later dan de 7e eeuw v.Chr. Reeds in de derde eeuw v.Chr. bestond er een werk onder de naam Guanzi, mogelijk geschreven door leden van de Jixia academie of andere anonieme auteurs uit de vierde, derde en tweede eeuw v.Chr. De oudste inhoudelijke informatie is te vinden in hoofdstuk 62 van de Shiji. Daaruit blijkt dat er ook geschriften zijn toegevoegd die tot de vroege Han-periode behoren. Rond 26 v.Chr. verkreeg het werk zijn definitieve vorm onder redactie van Liu Xiang, de toenmalige keizerlijke bibliothecaris.

## Vertaling
De meest complete vertaling in een westerse taal:
- Rickett, W. Allyn, Guanzi. Political, economic, and philosophical essays from early China, Princeton N.J. (Princeton University Press), reeks: Princeton library of Asian translations.
  - Deel 1 (Chapters I,1-XI,34 and XX,64-XXI,65-66), 1985, ISBN 0-691-06605-1. Herziene herdruk 2001 in reeks: C & T Asian translation series, Boston (Cheng & Tsui) ISBN 0-88727-324-6.
  - Deel 2 (Chapters XII, 35-XXIV, 86), 1998, ISBN 0-691-04816-9.
  - Deel 3 (collection of related studies) gepland, maar nooit verschenen.